# Beat d'Atlanta
Maillots
Dernière mise à jour : 26 septembre 2012.
Le Beat d'Atlanta (Atlanta Beat en anglais) est un club franchisé de soccer féminin professionnel américain basé dans la ville d'Atlanta, dans l'État de Géorgie. Le club est détenu et dirigé par l'américain Shawn McGee, et l'équipe est entraînée par l'australien James Galanis depuis 2010. Elle participe également au championnat de la Women's Professional Soccer depuis 2010, et joue ses matchs au KSU Soccer Stadium.

## Histoire
La première version d'Atlanta Beat fut fondée en 2001 et a participé au défunt championnat de la Women's United Soccer Association entre 2001 et 2003. La franchise s'est qualifiée pour les séries éliminatoires lors des trois éditions (la seule équipe à réaliser cette performance), atteignant même deux fois la finale du championnat, mais défait à chaque fois à ce stade de la compétition, en 2001 par Bay Area CyberRays (3-3 après prolongations, 4 tirs au but à 2) et en 2003 par Washington Freedom (2-1 après prolongations). Mais ses activités ont été suspendues le 15 septembre 2003, à la suite de la cessation d'activité de la WUSA pour raisons financières.
Avec l'annonce de la formation du nouveau championnat féminin professionnel durant l'année 2007, le projet d'Atlanta n'est pas retenu pour intégrer le championnat inaugural de la Women's Professional Soccer en 2009, mais comme une équipe d'expansion en 2010. Le 18 juin 2009, après un sondage effectué auprès des fans, le nom d'Atlanta Beat est officiellement choisi pour représenter la future franchise, devenant également le neuvième membre de la WPS. Le même jour, Shawn McGee devient manager général, puis le 14 août Gareth O’Sullivan devient entraîneur de l'équipe.
Le 15 septembre 2009, lors du repêchage d'expansion organisé par la WPS, constitué uniquement de joueuses américaines, 6 joueuses dont Leigh Ann Robinson, Amanda Cinalli et Katie Larkin ont vu leurs droits alloués à la franchise et sont donc les premières à défendre les couleurs du club. La semaine suivante, lors du draft international, la suissesse Ramona Bachmann, la danoise Johanna Rasmussen et la japonaise Mami Yamaguchi le rejoignent par la suite.

## Parcours en Women's Professional Soccer

### Saison 2010
Le Beat joue le premier match de championnat de son histoire le 11 avril 2010 à l'extérieur au 	John A. Farrell Stadium de West Chester, en Pennsylvanie, contre l'autre nouvelle franchise de Philadelphia Independence. La rencontre se déroule devant 6 028 spectateurs, pour un résultat finalement nul et vierge.
Auteur d'un début de saison catastrophique (1 point pris en 6 matchs), et malgré les arrivées progressives d'anciennes joueuses de Saint Louis Athletica, telles Eniola Aluko, Tina Ellertson, Hope Solo, puis Lori Chalupny ou encore Aya Miyama, libres après l'arrêt de l'équipe pour raisons financières, la franchise d'Atlanta, qui sera surnommée Atlantica Beat de manière humoristique après ces renforts, ne décollera jamais de la septième et dernière place pendant la saison régulière.
Elle ne remporte que 5 victoires, concède le match nul par 6 fois et perd à 13 reprises sur un total de 24 rencontres, cumulant seulement 21 points à la fin de la première phase du championnat, et terminant avec 10 points de retard par rapport à la première place qualificative pour les play-offs de la WPS.

## Effectif actuel
| N° | Nat.                   | Poste | Nom du joueur |
| -- | ---------------------- | ----- | ------------- |
| 1  | Drapeau du Canada      | M     | Kelly Parker  |
| 2  | Drapeau des États-Unis | D     | Heather Mitts |
| 3  | Drapeau des États-Unis | M     | Kylie Wright  |
| 5  | Drapeau des États-Unis | M     | Kacey White   |
| 7  | Drapeau des États-Unis | D     | Megan Jesolva |
| 13 | Drapeau des États-Unis | G     | Katie Fraine  |

| No. | Nat.                   | Position | Nom du joueur     |
| --- | ---------------------- | -------- | ----------------- |
| 15  | Drapeau des États-Unis | M        | Colleen Flanagan  |
| 23  | Drapeau des États-Unis | A        | Analisa Marquez   |
| 31  | Drapeau des États-Unis | G        | Allison Whitworth |
| 38  | Drapeau des États-Unis | M        | Julianne Sitch    |
| 40  | Drapeau des États-Unis | D        | Keeley Dowling    |